# پل شاه علی
پل شاه علی مربوط به دوره صفوی است و در شهرستان شوشتر، در مجاورت بلوار جزایری (کمربندی قدیم) واقع شده و این اثر در تاریخ ۱۷ اسفند ۱۳۸۱ با شمارهٔ ثبت ۷۹۳۸ به‌عنوان یکی از آثار ملی ایران به ثبت رسیده‌است.
این پل به همراه چندین اثر تاریخی دیگر شوشتر در نشست سالانه کمیته میراث جهانی یونسکو در ۲۶ ژوئن ۲۰۰۹ (۵ تیرماه ۱۳۸۸) در شهر سویل اسپانیا، با احراز معیارهای ۱، ۲ و ۵ با عنوان نظام آبی تاریخی شوشتر به عنوان دهمین اثر ایران در فهرست میراث جهانی یونسکو با شماره ۱۳۱۵ به ثبت رسید.
این پل در نزدیکی پل بند لشکر قرار دارد.